# Hamu

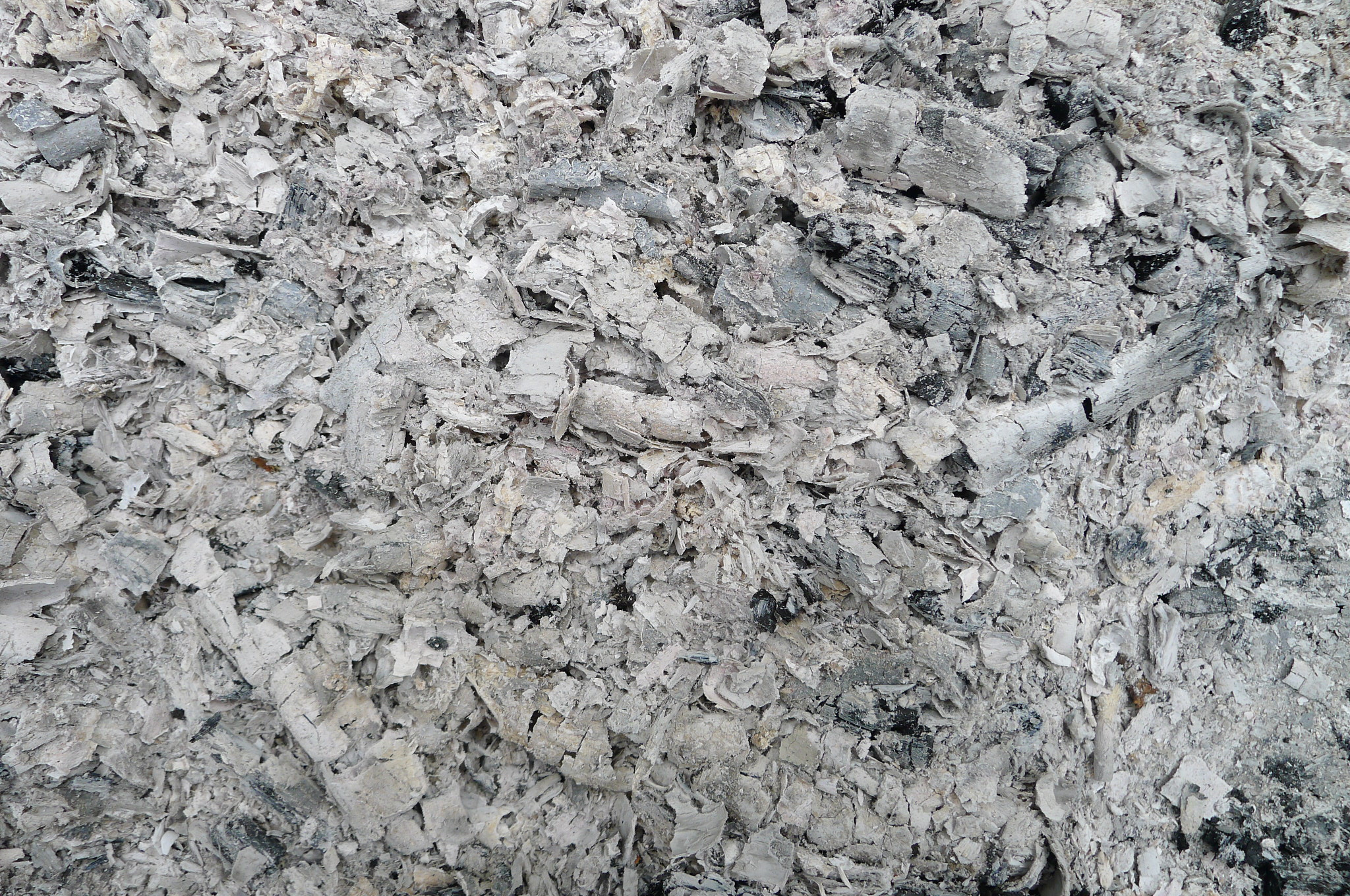
Darabos fahamu

A hamu a szerves anyagok elégése, tehát a hevítés hatására elillanó anyagok távozása után visszahagyott szilárd maradék. A tökéletes égés hamuja kizárólag szervetlen anyagokból áll: egy részük ásványos, más részük amorf állapotban megdermedt természetes üveg. Többnyire laza állagú: por, ritkábban darabos; ez utóbbi általában a tökéletlen égés jele, illetve átmenet a salak felé.

## Összetétele, fajtái
Anyagi összetételében a különféle oxidok és sók dominálnak.
Régebben hamunak nevezték a nem nemes fémeknek izzításakor keletkező fémoxidokat is (ónhamu, rézhamu, ólomhamu stb.) A növények hamuja mindig tartalmaz kálium-, magnézium- és kalcium-oxidot, kénsavat, foszforsavat, kovasavat, néha vasat, klórt, nátrium-oxidot és alumínium-oxidot is.

## Felhasználása
A növények hamujából készítették régebben a hamuzsírt; ezután a szappanfőzők, festők, fehérítők és cserzők még a 19. század végén is ebből készítették a lúgot.
Némi alkalmazást talált még az üveg (Waldglas, verre de fougere) és az agyagáruk gyártásában. A fémkohászatban (a kemencék fészkének kitapasztására használták.
Kiváló talajjavító anyag, mivel tartalmazza mindazokat az ásványi komponenseket, amelyeket a növény a talajból felvett (és amelyeket a betakarított növényi részekkel a termőhelyről elvittek). A fahamu főleg a kiskertekben és a biogazdálkodásban keresett szer.